# Ісаєва Тетяна Анатоліївна
Тетяна Анатоліївна Ісаєва (нар. 2 серпня 1959, Харків) — українська гендерна дослідниця, феміністська історикиня, засновниця Музею жіночої й гендерної історії, присвяченого історії жінок, феміністського руху і забезпечення гендерної рівності. Авторка ідеї і редакторка гендерного журналу «Я». Тренерка з гендерної тематики, жіночого лідерства, волонтерства, командної роботи та фінансової грамотності.

## Життєпис
Тетяна Ісаєва народилася в Харкові 2 серпня 1959 року.
У 2012—2014 закінчила магістратуру «Педагогіка вищої школи» Харківського політехнічного університету, в 1976—1980 — здобула спеціальність бібліотекар-бібліограф у Харківському державному інституті культури. Навчалася в програмах USAID «Економічні можливості постраждалим від конфлікту» (2016), на тренінгах «Гендерні питання у гуманітарній діяльності» (2015), «Розширення підприємницьких та лідерських можливостей для жінок» (2015, тренінг для тренерів USAID/FINREP-II), в програмі для тренерів з державної гендерної політики Програми рівних можливостей та прав жінок в Україні (2009—2010). В 2011 та 2012 роках проходила освітню програму «Шведська народна освіта» в м. Гетеборзі. У 2008 стажувалася у «Незалежні ЗМІ» чесько-польсько-словацької фундації «Солідарність». 2008 — Українсько-американська програма «Відкритий світ» «Жінки-лідерки» (США, Пенсільванія). 2007 — Українсько-шведська програма Sida «Ольга&Олег». У 2006—2008 проходила тренінгові та навчальні програми громадських організацій м. Харкова та України з питань ефективного менеджменту, жіночого лідерства, соціального партнерства та ін. В 2000—2001 роках пройшла курс соціального менеджменту в рамках проєкту «Створення та розвиток регіональних центрів жіночої освіти в Україні» ХЖО «Крона».

## Діяльність
З 1986 по 2008 працювала завідувачкою бібліотеки Харківської гімназії № 116. З 2008 по 2013 — начальниця відділу Харківського обласного центру молоді.

### Жіночий та гендерний музей
У 2009 році Тетяна Ісаєва висунула ідею жіночого музею, створила та очолила проєкт «Створимо музей про себе!», що став основою створення першого в Україні ґендерного музею. З 2008 понині вона очолює раду Харківської обласної громадської організації «Харківський обласний гендерний ресурсний центр», якою реалізовано 8 проєктів за підтримки українських та міжнародних програм та фондів. У 2018 керувала проєктом «Музей жіночої та гендерної історії — музей для діалогу» за підтримки Українського культурного фонду. З 2017 — директор проєкту «Центр гендерної культури — майданчик для розширення прав та можливостей жінок та молоді» за підтримки Євросоюзу. Координаторка напряму «Gendermuseum». 2016—2017 — керівниця проекту «Центр гендерної культури — інноваційний центр інтерактивної гендерної освіти» за підтримки European Endowment for Democracy [Архівовано 25 січня 2017 у Wayback Machine.].
Тетяна Ісаєва презентувала Музей жіночої та гендерної історії під час V (2016, Мехіко, Мексика), II (2009, Бонн, Німеччина) та III (2010, Буенос-Айрес, Аргентина) Міжнародних конференцій жіночих музеїв світу.

### Журнал «Я»
У 2003 році започаткувала та до 2009 року редагувала інформаційно-просвітницьке видання з гендерної тематики «Я» (організація «КРОНА»). Ісаєва розробила концепції 26 випусків журналу, виконувала пошук та редагування матеріалів, працювала з авторками, писала статті. 
Менеджерка громадської організації «КРОНА»: розробила імідж організації та гендерного журналу «Я», відповідала за зв’язки з громадськістю та пресою; організовувала та проводила презентації «КРОНА» та гендерного журналу «Я».

### Гендерна освіта та тренінги для жінок
З 2016 по 2019 рік Тетяна Ісаєва координувала Програму USAID «Економічні можливості постраждалим від конфлікту» в Харківській області. З 2015 — тренерка Програми «Розширення підприємницьких та лідерських можливостей для жінок» USAID/ FINREP-II, в рамках якої провела 20 тренінгів з фінансової грамотності, жіночого лідерства та волонтерства. У 2011—2014 роках на волонтерських засадах координувала Всеукраїнську мережу осередків гендерної освіти у ВНЗ: організовує та проводить навчальні програми, інформаційно супроводжує діяльність, презентує мережу. З 2010 понині — тренерка з державної гендерної політики Програми рівних можливостей та прав жінок в Україні ЄС-ПРООН. Тетяна Ісаєва провела понад 200 тренінгів та семінарів для різних цільових аудиторій (держслужбовці, викладачі вищої та середньої школи, студентська та учнівська молодь, журналісти). 2009—2010 — керівниця Всеукраїнських освітніх гендерних програм Програми рівних можливостей та прав жінок в Україні ЄС-ПРООН для Харківської області.
У 2009—2014 роках — запрошена експертка у міжнародних гендерних семінарах (Литва, Каунас; Грузія, Тбілісі; Білорусія, Мінськ).
2011 — експертка та кураторка проєкту представництва ЄС та ООН в Україні «Міжнародний жіночий день — і100рія в фотографіях» [Архівовано 11 вересня 2016 у Wayback Machine.].
У 2009 році виступила співавторкою сценарію документального фільму «Жіноче обличчя України» [Архівовано 8 квітня 2019 у Wayback Machine.].

## Нагороди
- 2009 ― Почесна грамота управління культури Харківської обласної державної адміністрації.
- 2009 ― Диплом компанії «Майкрософт» за участь у конкурсі «Інновації в розвитку НДО: ІТ та Інтернет».
- 2007 ― Почесна грамота Міністерства України у справах сім’ї, молоді та спорту.
- 2006 ― Лауреатка районного фестивалю «Жінка року-2006» в номінації «Співробітниця ЗМІ».
- 2006 ― Почесна грамота Управління по справах сім’ї, молоді та спорту ХОДА.
- Грамоти Дзержинського відділу народної освіти Харкова 1988, 1991, 1993, 2003, 2005, 2006.

## Основні публікації
- Музей історії жіноцтва, історії жіночого та гендерного руху як центр інтерактивної гендерної освіти та виховання// Матеріали науково-практичної конференції «Європейські та традиційні українські цінності очима сучасної української молоді», Харків, 2012.
- Про гендер цікаво: експозиціями Музею історії жіноцтва, історії жіночого та гендерного руху: каталог // Авторка концепції та укладачка Т. А. Ісаєва. — Харків, 2010.
- Інформаційні ресурси з гендерної проблематики // Практичні аспекти впровадження принципу рівних прав та можливостей жінок і чоловіків в діяльності ВР України. — Київ, 2010.
- [Архівовано 8 квітня 2019 у Wayback Machine.] Ісаєва Т. А. Жіночий міст через океан Ісаєва Т. А. Жіночий міст через океан.
- Ісаєва Т. А. Гендерний музей в Україні: реальність, перспективи, проблеми [Архівовано 8 квітня 2019 у Wayback Machine.]
- Ісаєва Т. А. Історія із продовженням… [Архівовано 8 квітня 2019 у Wayback Machine.]
- Ісаєва Т. А. Паритетна демократія. Навіщо Україні гендерний музей?: інтерв’ю[недоступне посилання з серпня 2019]
- Ісаєва Т. А. Музей історії жіноцтва, історії жіночого та ґендерного руху
- Museum of the women’s history, history of the feminine and gender movement. Why? Ukrainian Gender Museum// Catalogue of 2 International Congress of women’s museums, Bonn, 2009 [Архівовано 31 серпня 2011 у Wayback Machine.]
- Ісаєва, Тетяна. Налагодження мостів — шлях для просування ідей гендерної рівності в суспільство. Австрійський шлях до гендерної рівності // Гендерний журнал «Я». — 2007. — № 18: Равные права и равные возможности женщин и мужчин [Архівовано 8 квітня 2019 у Wayback Machine.]
- Ісаєва, Тетяна. Жіноча школа НАТО — школа відповідальної жінки: сторінки зі щоденника // Гендерний журнал «Я». — 2008. — Спец. вип. «Лучшие практики решения гендерных проблем» [Архівовано 8 квітня 2019 у Wayback Machine.]
- Ісаєва Тетяна. Політика з людським обличчям — це і є гендерний підхід [Архівовано 8 квітня 2019 у Wayback Machine.]
- Ісаєва Тетяна. Шляхи впровадження ґендерних підходів у викладанні гуманітарних дисциплін у ВНЗ